# Pentaria abderoides
Pentaria abderoides es una especie de coleóptero de la familia Scraptiidae.

## Distribución geográfica
Habita en Argelia.